# تیم ملی فوتبال مجارستان
تیم ملی فوتبال مجارستان به نمایندگی از کشور مجارستان به میدان می‌رود و زیر نظر فدراسیون فوتبال مجارستان فعالیت می‌کند.
مجارستان از پرافتخارترین تیم‌های ملی فوتبال در تاریخ است که در جام جهانی فوتبال ۱۹۳۸ و جام جهانی فوتبال ۱۹۵۴ به مقام نایب قهرمانی رسیده است. سه مدال طلا در المپیک ۱۹۵۲ هلسینکی، المپیک ۱۹۶۴ توکیو، المپیک ۱۹۶۸ مکزیکوسیتی و مدال نقره المپیک ۱۹۷۲ مونیخ و همچنین مدال برنز المپیک ۱۹۶۰ رم را به دست آورده است و همچنین رکورد دار بیشترین پیروزی پیاپی ملی با ۳۲ بازی است.
مجارستان تابه حال به ۴ جام ملتهای اروپا صعود کرده است که بهترین نتیجهٔ آن در جام ملتهای اروپای ۱۹۶۴ با کسب مقام سوم و در جام ملت‌های اروپا ۱۹۷۲ مقام چهارمی بوده است. در جام ملت‌های اروپا ۲۰۱۶ نیز پس از هم‌گروهی با تیم‌های پرتغال، ایسلند و اتریش، با ۵ امتیاز و به عنوان تیم صدرنشین راهی دور حذفی شدند.

## بازیکنان برتر
فرانس پوشکاش مشهورترین بازیکن فوتبال مجارستان تا سال ۲۰۰۳ رکورددار گل‌های ملی در دنیا به تعداد ۸۴ بود که علی دایی موفق شد با گلزنی مقابل لبنان وی را پشت سر بگذارد. الکس فرگوسن در مورد وی گفته است: «او در زمان خودش بازیکن خاصی بود. چگونه مجارستان ۱۹۵۴ با وجود او قهرمان جهان نشد، پرسشی است که نمی‌توانم به آن پاسخ دهم.» وی از اسطوره‌های باشگاه رئال مادرید بود. با توجه عدم وجود قوانین محدودکننده در آن زمان، وی سابقه بازی برای تیم ملی اسپانیا را در جام جهانی ۱۹۶۲ شیلی نیز دارد.

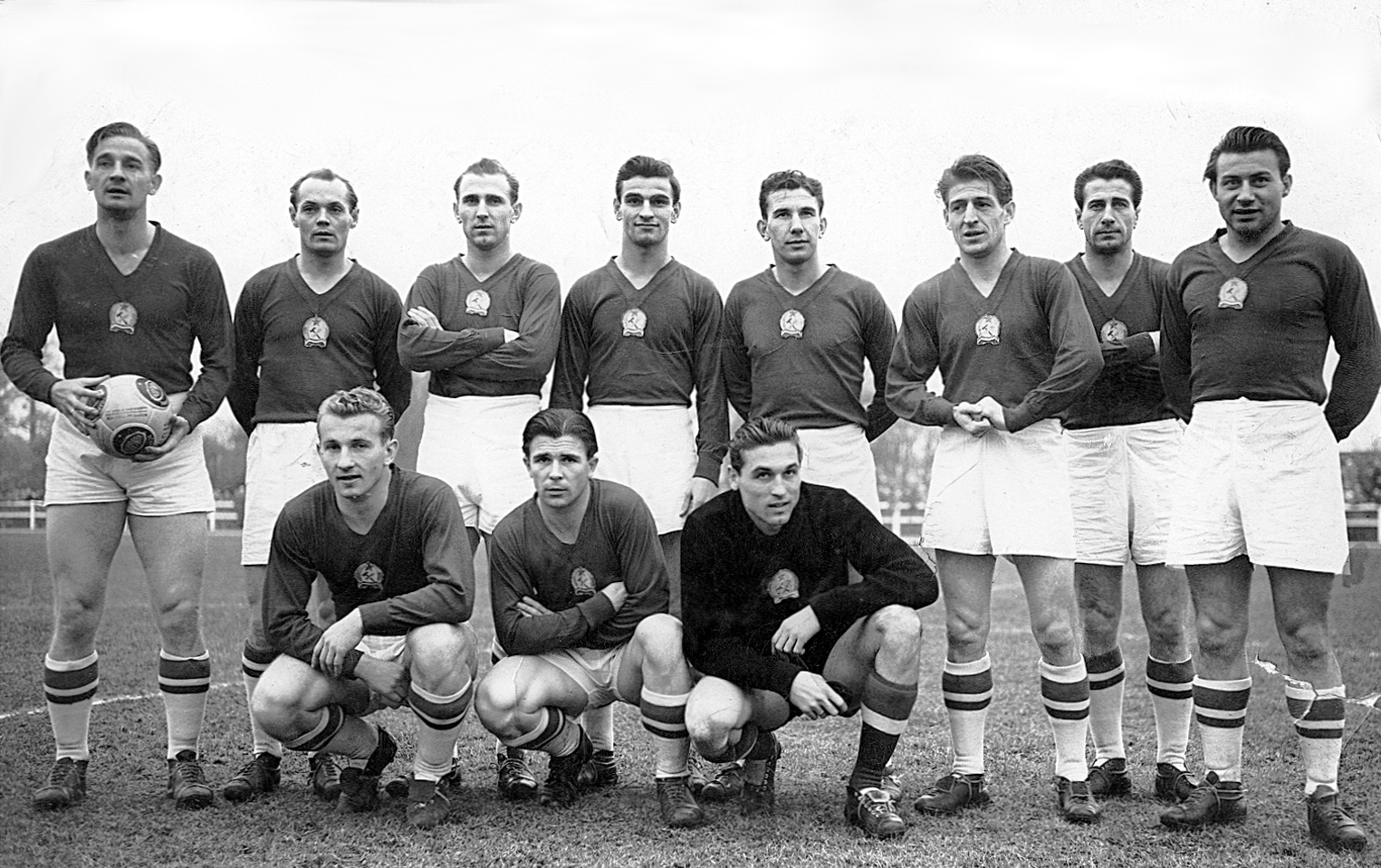
تیم طلایی در ۱۹۵۳ از راست ردیف جلو: دْیولا گروشیچ، فرانس پوشکاش، و میهای لانتوش
ردیف پشت: لاسلو بودائی، یوژف بوژیک، زولتان تسیبور، یوژف زاکاریاش، شاندور کوچیش، ناندور هیدگ‌کوتی، ینو بوزانسکی، و دیولا لورانت

پیتر گولاچی سابقه قهرمانی در بوندس‌لیگای اتریش و جام حذفی فوتبال اتریش را با تیم ردبول زالتسبورگ، جام حذفی فوتبال آلمان با تیم فعلی خود لایپزیگ را در کارنامه خود دارد. او همچنین بازیکن تیم لیورپول بوده است.
دومینیک سوبوسلائی بازیکن لیورپول با سابقه قهرمانی در بوندسلیگای اتریش و جام حذفی فوتبال اتریش با تیم ردبول زالتسبورگ است.